# Machilus rufipes
Machilus rufipes är en lagerväxtart som beskrevs av Hsi Wen Li. Machilus rufipes ingår i släktet Machilus och familjen lagerväxter. Inga underarter finns listade i Catalogue of Life.